# Any Day Now (film)
Any Day Now è un film del 2012 diretto da Travis Fine, basato su una storia vera che tocca questioni legali e sociali nel corso degli anni settanta.
Il film ha per protagonisti Alan Cumming e Garret Dillahunt.

## Trama
Rudy Donatello si guadagna da vivere esibendosi come drag queen in un locale gay di Los Angeles e una sera conosce il velato vice procuratore distrettuale Paul Fliger, con cui ha un fugace rapporto sessuale. Quando la vicina di casa di Rudy, la tossicodipendente Marianna, viene arrestata, il figlio di lei, Marco, viene affidato ai servizi sociali. Marco è un ragazzo di quattordici anni con la sindrome di Down.
Una sera rientrato a casa, Rudy trova Marco davanti al suo appartamento solo e sconsolato, dopo essere fuggito dai servizi sociali, così decide di prendersi cura del ragazzo. Ricordandosi del suo lavoro, Rudy chiede a Paul di aiutarlo ad ottenere la custodia temporanea. Non avendo un reddito fisso, Paul suggerisce a Rudy di trasferirsi a casa sua con Marco, e ben presto tra i due uomini nasce un'intensa storia d'amore, imparando giorno dopo giorno il difficile e gratificante mestiere del genitore.
Quando la madre di Marco viene rilasciata e la relazione tra i due uomini viene a galla, inizia una dura battaglia legale per l'affido di Marco, in cui i giudici mettono in discussione che due omosessuali possano essere dei buoni genitori. La corte pian piano comincerà a scavare nelle vite dei due ragazzi, che dopo qualche tempo si affideranno a un avvocato nero.
Alla fine, Marianna verrà rilasciata e Marco le verrà riportato. Tuttavia, durante una serata a casa sua, Marianna assumerà nuovamente della droga, e Marco sarà costretto a uscire per qualche minuto così da lasciare la madre da sola con l'uomo che si era portata a casa. Non tornerà mai più. Il film si conclude con una lettera di Paul ai responsabili del riaffido di Marco a Marianna e, quindi, della morte del bambino.

## Distribuzione
Il film è stato presentato il 20 aprile 2012 al Tribeca Film Festival, dove ha vinto il Premio del Pubblico, successivamente è stato presentato in vari festival cinematografici internazionali. Negli Stati Uniti è stato distribuito limitatamente nelle sale da Music Box Films il 14 dicembre 2012. In Italia la pellicola è stata presentata, in inglese con sottotitoli in italiano, al Tuscan Sun Festival e Tribeca Firenze il 13 giugno 2012.

## Riconoscimenti
- Chicago International Film Festival 2012 - Audience Award for Best Feature
- Seattle International Film Festival 2012
  - Audience Award for Best Actor Award (Alan Cumming)
  - Audience Award for Best Feature
- Tribeca Film Festival 2012 - Audience Award for Best Feature
- Outfest 2012
  - Audience Award for Best Feature
  - Best Actor Award (Alan Cumming)
- Provincetown International Film Festival 2012 - Audience Award for Best Feature
- Woodstock Film Festival 2012 - Audience Award for Best Feature
- Napa Valley Film Festival 2012
  - Audience Award for Best Narrative Feature
  - Audience Award for Best Actor (Alan Cumming)
- Key West Film Festival 2012 - Audience Award for Best Narrative Feature
- GLAAD Media Awards 2013 - Outstanding Film - Limited Release
- Giffoni Film Festival 2013 - Grifone d'oro per il miglior film nella categoria Generator +18[3]